# Crotos
Pour l’article homonyme, voir Krótos.

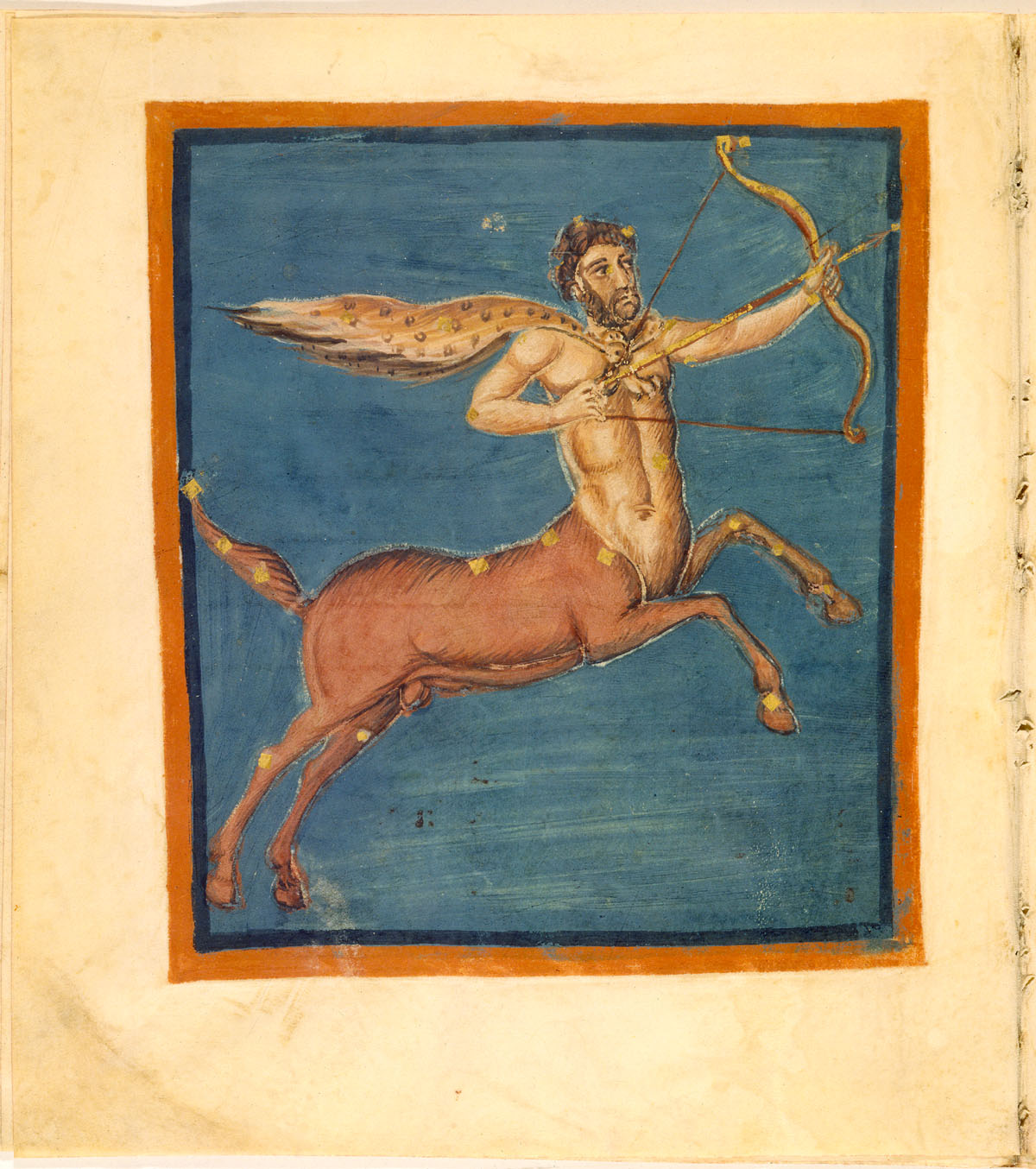
Constellation du Sagittaire, associée à Crotos. (Folio 52v du manuscrit des Aratea de Leyde)

Dans la mythologie grecque, Crotos ou Krotos (Κρότος / Krótos en grec) est un centaure, fils de Pan et Euphémé, et l'incarnation de la constellation du Sagittaire. 

## Mythologie
Selon le mythe, Crotos, fils de Pan et Euphémé, naquit sur le mont Hélicon et tint compagnie aux Muses, dont sa mère était nourrice.
Crotos était réputé pour être à la fois un excellent chasseur et un admirateur dévoué des Muses et de leurs arts. Il est considéré comme ayant inventé l'arc et être le premier à utiliser arc et des flèches pour chasser les animaux. Il est dit également avoir inventé les applaudissements, battant des mains au chant des Muses, pour qui c'était un signe de succès préférable à toute manifestation verbale. Pour célébrer sa diligence, les Muses demandèrent à Zeus de le placer parmi les étoiles, ce qu'il fit, faisant de Crotos la constellation du Sagittaire. 

## Apparence
Divers détails de l'image stellaire de Crotos ont été pensés pour représenter ses vertus : le bas du corps d'un cheval pour ses compétences de cavalier, arc et flèches pour son habileté à la chasse, queue de satyre pour ses relations galantes avec les Muses,,.

## Annexe
- Centaure
- Sagittaire